# Comerica Bank Challenger 1990
Il Comerica Bank Challenger 1990 è stato un torneo di tennis facente parte della categoria ATP Challenger Series nell'ambito dell'ATP Challenger Series 1990. Il montepremi del torneo era di $50 000 ed esso si è svolto nella settimana tra il 23 luglio e il 29 luglio 1990 su campi in cemento. Il torneo si è giocato a Aptos negli Stati Uniti.

## Vincitori

### Singolare
Henrik Holm ha sconfitto in finale  Brian Garrow con il punteggio di 1–6, 6–3, 7–6.

### Doppio
Jeff Brown /  Scott Melville hanno sconfitto in finale  Matt Anger /  Marius Barnard con il punteggio di 6–7, 6–4, 6–4.